# La Dame sans passeport
Pour plus de détails, voir Fiche technique et Distribution.
La Dame sans passeport (titre original : A Lady Without Passport) est un film noir américain réalisé par Joseph H. Lewis, sorti en 1950.

## Fiche technique
- Titre : La Dame sans passeport
- Titre original : A Lady Without Passport
- Réalisation : Joseph H. Lewis
- Scénario et adaptation : Howard Dimsdale et Cyril Hume d'après une histoire de Lawrence Taylor
- Production : Samuel Marx
- Société de production : MGM
- Photographie : Paul Vogel
- Montage : Fredrick Y. Smith
- Musique : David Raksin
- Direction artistique : Edward C. Carfagno et Cedric Gibbons
- Pays d'origine : États-Unis
- Format : (Noir et Blanc) - Son : Mono (Western Electric Sound System)
- Genre : Film noir
- Durée : 74 minutes
- Date de sortie : 3 août 1950 (États-Unis)

## Distribution
- Hedy Lamarr : Marianne Lorress

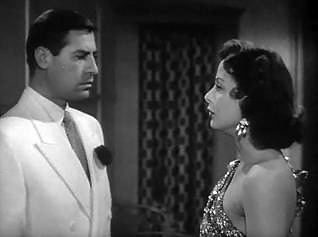
John Hodiak et Hedy Lamarr

- John Hodiak : Peter Karczag/Josef Gombush
- James Craig : Chef Frank Westlake
- George Macready : Palinov
- Steven Geray : Français
- Bruce Cowling : Archer Delby James
- Nedrick Young : Harry Nordell
- Steven Hill : Jack
- Robert Osterloh : Lt. Lannahan
- Trevor Bardette : Lt. Carfagno
- Charles Wagenheim : Ramon Santez
- Renzo Cesana : Asa Sestina

Acteurs non crédités
- David Bond : Nick
- Pilar Del Rey : une jeune espagnole
- King Donovan : Un chirurgien
- Rodolfo Hoyos Jr. : Un policier
- Steve Pendleton : L'employé d'aéroport Joe
- Paul Picerni : Un italien